# Uwe Ampler
Uwe Ampler (Zerbst, 11 agosto 1964) è un ex ciclista su strada tedesco, medaglia d'oro olimpica per la Germania Est nella cronometro a squadre ai Giochi di Seul 1988, e poi professionista dal 1989 al 1999.

## Palmarès

### Olimpiadi
- 1 medaglia[1]:
  - 1 oro (Seul 1988 nella corsa a cronometro a squadre)

### Mondiali
- 1 medaglia[1]:
  - 1 oro (Colorado Springs 1986 nella corsa in linea dilettanti)